# Graphe de Chvátal
Le graphe de Chvátal est, en théorie des graphes, un graphe 4-régulier possédant 12 sommets et 24 arêtes. Il doit son nom à Václav Chvátal, qui le découvrit en 1970.
Le graphe de Chvátal est hamiltonien et sans triangle. Il joue un rôle clef dans l'article de Herbert Fleischner et Gert Sabidussi (en) prouvant en 2002 que déterminer si un graphe hamiltonien sans triangle est 3-colorable est un problème NP-complet.
Le graphe de Chvátal sert d'illustration à la conjecture de Grünbaum qui stipule que pour tout m>1 et n>2 il existe un graphe n-régulier de nombre chromatique m et de maille au moins n. Le résultat est trivial pour n=2 et m=2,3 mais pour m>3 seuls peu de graphes illustrant la conjecture sont connus.
Le graphe de Chvátal est le plus petit graphe 4-régulier sans triangle avec un nombre chromatique de 4. Le seul graphe plus petit étant sans triangle et ayant un nombre chromatique de 4 est le graphe de Grötzsch. Ce dernier a 11 sommets mais n'est pas régulier et a un sommet de degré 5.

## Propriétés

### Propriétés générales
Le graphe de Chvátal a 370 cycles hamiltoniens distincts et est eulérien.
Le diamètre du graphe de Chvátal, l'excentricité maximale de ses sommets, est 2, son rayon, l'excentricité minimale de ses sommets, est 2 et sa maille, la longueur de son plus court cycle, est 4. Il s'agit d'un graphe 4-sommet-connexe et d'un graphe 4-arête-connexe, c'est-à-dire qu'il est connexe et que pour le rendre déconnecté il faut le priver au minimum de 4 sommets ou de 4 arêtes.

### Coloration
Le nombre chromatique du graphe de Chvátal est 4. C'est-à-dire qu'il est possible de le colorer avec 4 couleurs de telle façon que deux sommets reliés par une arête soient toujours de couleurs différentes, mais ce nombre est minimal : il n'existe pas de 3-coloration valide du graphe.
L'indice chromatique du graphe de Chvátal est 4. Il existe donc une 4-coloration des arêtes du graphe telle que deux arêtes incidentes à un même sommets soient toujours de couleurs différentes. Ce nombre est minimal.
Il est possible de compter les colorations distinctes d'un graphe. Cela donne une fonction dépendant du nombre de couleurs autorisé. Cette fonction est polynomiale et est qualifiée de polynôme chromatique du graphe. Ce polynôme a pour racines tous les entiers positifs ou nuls strictement inférieurs à 4 et est de degré 12 ; il est égal à : {\displaystyle (x-3)(x-2)(x-1)x(x^{8}-18x^{7}+157x^{6}-861x^{5}+3228x^{4}-8423x^{3}+14850x^{2}-16080x+8143)}.

### Propriétés algébriques
Le groupe d'automorphismes du graphe de Chvátal est un groupe d'ordre 8 isomorphe au groupe diédral D4, le groupe des isométries  du plan conservant un carré. Ce groupe est constitué de 4 éléments correspondant aux rotations et de 4 autres correspondant aux réflexions.
Le polynôme caractéristique  de la matrice d'adjacence  du graphe de Chvátal est : {\displaystyle (x-4)(x-1)^{4}x^{2}(x+1)(x+3)^{2}(x^{2}+x-4)}.

## Galerie

Le graphe de Chvátal est hamiltonien
Le graphe de Chvátal admet une 4-coloration
Autre représentation du graphe de Chvátal